# Fürst der Finsternis (Film)
Fürst der Finsternis (russisch Вурдалаки Wurdalaki) ist ein russischer Fantasy-Horrorfilm aus dem Jahr 2017 von Sergei Wladimirowitsch Ginsburg.

## Handlung
Der Mönch Lawr wurde vor langer Zeit aus Moskau verbannt. Da er zu Unrecht verbannt wurde, wird der junge Andrej von der Zarin Elizabeth beauftragt, ihn aus dem Exil zu holen. Als Andrej auf den besagten Mönch trifft, schaltet dieser auf stur und bekräftigt, dass er im Exil bleiben will. Zeitgleich plant ein hoher Fürst der Vampire, sich ebenfalls dort niederzulassen. Die Vampirhorde übernimmt rasch die Macht und terrorisiert die Bewohner.
Der Vampirfürst plant allerdings eine weitere Gräueltat: Er möchte die junge und schöne Milena in einem Blutritus opfern, damit er auch am Tage sich unter der Sonne bewegen kann. Andrej stellt sich der Bedrohung, um den Mönch zu retten und mit dessen Hilfe die Pläne des Vampirfürsten zu verhindern und Melina zu retten.

## Hintergrund
Der Film basiert auf der Erzählung Die Familie des Wurdalak von Alexei Konstantinowitsch Tolstoi. Am 27. April 2019 auf Tele 5 gab es die deutsche Erstausstrahlung.

## Kritik
„Russische Vampirfilm-Variation. Die konfuse Handlung nimmt der üppig ausgestatteten Schauermär den rechten Biss.“

„Lichte Bilder, hübsche Landschaft, nette Ausstattung – leider können da weder die Story noch die meist unbeholfenen Darsteller oder die mittelmäßigen Tricks mithalten: Old-school-Vampirhorror mit einem Hauch von Trash und Knoblauch.“

Kino.de resümiert, dass es sich um einen aufwändig realisierten aber nicht immer schlüssigen Fantasy-Horror aus russischer Manufaktur handelt. Auf dienachtderlebendenworte.com wird der Film nahezu zerrissen. Die schauspielerische Leistung und die Figurendarstellung wird mit unterdurchschnittlich benotet, was zum Teil allerdings auch der deutschen Synchronisation geschuldet sei. Die Drehorte werden als ansprechend ins Bild gesetzt beschrieben; Tricks, Ausstattung und Maske haben nicht gerade das Format internationaler Big-Budget-Produktionen. Final wird auf der Internetseite geurteilt, der Film würde keine neuen Impulse fürs Vampirgenre, aber ein annehmbarer Blutsauger-Beitrag aus Russland auf etwas trashigem Niveau bieten. Die Darstellung der Milena von Aglaja Iljinitschna Schilowskaja wird als starke Frauenfigur gelobt. Auch Cinema schreibt, immerhin ist Milena ein echter Hingucker.